# Путников, Иван Михайлович
Иван Михайлович Путников (27 сентября 1899, Новомиргород, Херсонская губерния — 22 июля 1964, Одесса)  — директор Одесского государственного педагогического института.

## Биография
Родился 27 сентября 1899 года в Новомиргороде Херсонской губернии в бедняцкой семье.
В 1918 году в ступил в РКП(б). С 1920 года пребывал на партийной работе. С 1924 года работал в партийных органах Одесского округа, где  со временем работал заместителем заведующего отдела руководящих партийных органов Одесского обкома КП(б)У.
В 1936 году закончил исторический факультет Одесского государственного университета.
В январе – сентябре 1937 года исполнял обязанности директора Одесского педагогического института. Потом был учителем истории в одесских школах №№ 87, 104.
С сентября 1939 года до июля 1941 года работал заместителем директора Одесского государственного педагогического института по заочному отделению, а с июля 1941 года до апреля 1945 года исполнял обязанности директора института. Провел эвакуацию института сначала в г. Майкоп (РСФСР), а затем в г. Байрам-Али (Туркменская ССР), где организовал учебный процесс и материальное обеспечение студентов и сотрудников. Одесский педагогический институт был единственным педагогическим вузом Украины, который работал в годы войны и подготовил более 100 педагогов.
В 1944 году институт вернулся в Одессу и возобновил учебный процесс. С мая 1945 года до августа 1946 года работал преподавателем истории.
С 1 сентября 1946 года до 29 июля 1951 года был старшим преподавателем кафедры марксизма-ленинизма Одесского политехнического института, а потом до июля 1964 года работал старшим преподавателем кафедры истории КПСС Одесского медицинского института.
Умер 22 июля 1964 года в Одессе.

## Награды
- Орден «Знак Почета».

- Почетная Грамота Президиума Верховного Совета Украинской ССР.

- Медаль «За доблестный труд в Великой Отечественной войне 1941 – 1945 гг.».